# Рајхеншванд
Рајхеншванд (њем. Reichenschwand) општина је у њемачкој савезној држави Баварска. Једно је од 27 општинских средишта округа Нирнбергер Ланд. Према процјени из 2010. у општини је живјело 2.229 становника. Посједује регионалну шифру (AGS) 9574150.

## Географски и демографски подаци
Рајхеншванд се налази у савезној држави Баварска у округу Нирнбергер Ланд. Општина се налази на надморској висини од 345 метара. Површина општине износи 6,8 km². У самом мјесту је, према процјени из 2010. године, живјело 2.229 становника. Просјечна густина становништва износи 326 становника/km².

## Међународна сарадња
| Мјесто | Држава   | Врста сарадње | Од    |
| ------ | -------- | ------------- | ----- |
| Ламбах | Аустрија | партнерство   | 1975. |
| Извор  |          |               |       |